# 's-Gravenhaagsche Stadsrijschool

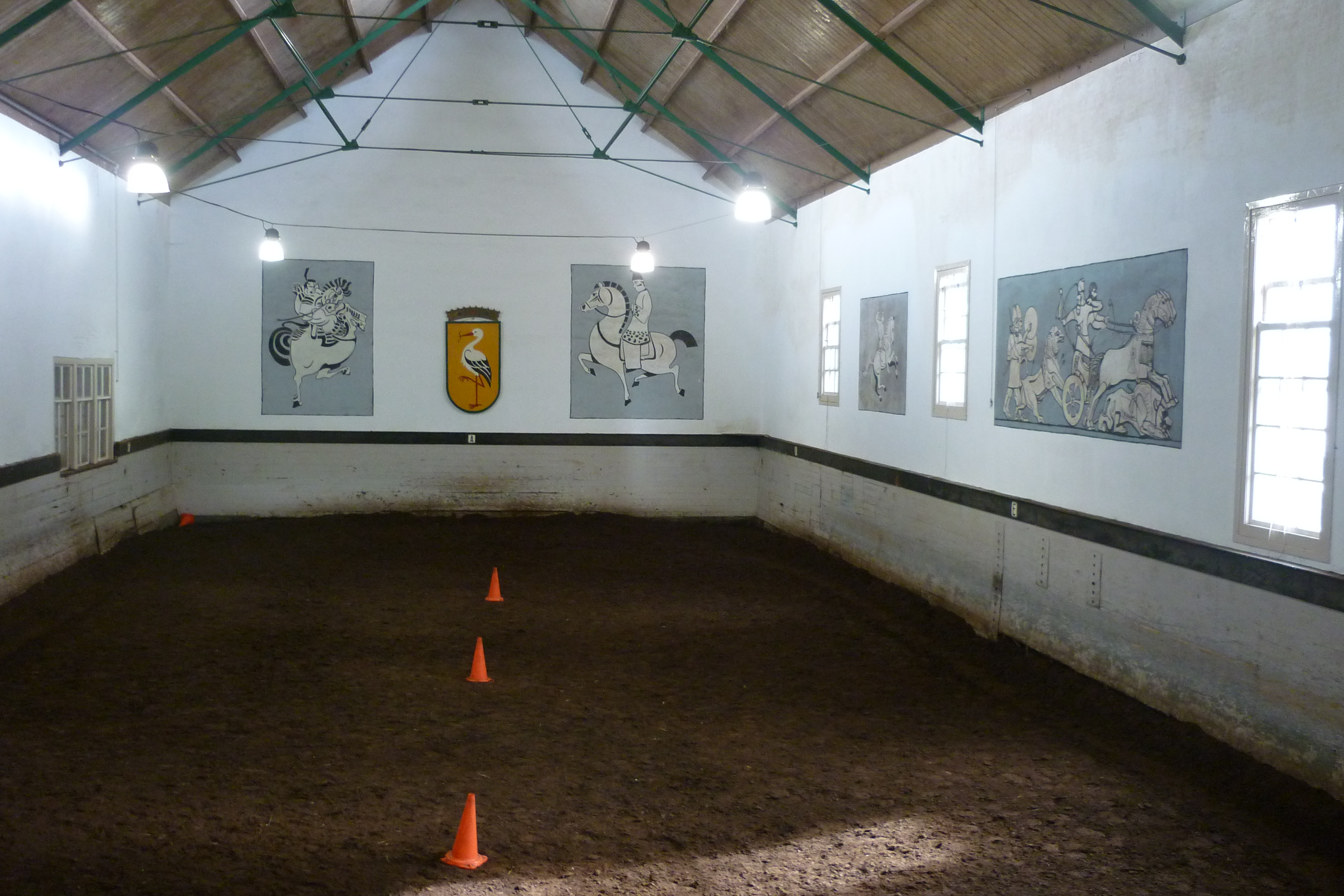
De 's-Gravenhaagsche Stadsrijschool

De  's-Gravenhaagsche Stadsrijschool is een monument in Den Haag.
De rijschool ligt aan de Kazernestraat, of eigenlijk aan de Bibliotheekstraat, een klein zijstraatje van de Kazernestraat, achter de tuinen van de huizen aan de Noordzijde van het Lange Voorhout.

## Geschiedenis
Het is niet helemaal zeker wanneer manege 'Agter de Stallen' is gesticht, òf in 1806 door Lodewijk Napoleon Bonaparte, òf in 1813 door Koning Willem I. Zeker is dat er voor die data al een koetshuis en stallen waren, die hoorden bij het Huis Huguetan aan het Lange Voorhout. Dit huis werd door een graaf Bentinck in 1802 aan de Bataafse Republiek verkocht als woning voor de Britse gezant, James Harris, en na 1795 voor de Franse gezant, generaal Dupont-Chaumont. De stallen achter het pand zijn waarschijnlijk door graaf Bentinck gebouwd.
In juli 1806 kwam Lodewijk Napoleon als koning naar Nederland en vestigde zich aanvankelijk in Den Haag. Vrijwel het eerste wat hij deed was in Leiden de eerste Nederlandse paardrijschool stichten, de Rij- en Veeartsenijschool op met als doel een betere cavalerie op te leiden. In 1807 verhuisde de school naar het Valkhuis, naast en achter de Gevangenpoort in Den Haag. Daar werden de technische lessen gegeven; de rijlessen vonden plaats in de voormalige stadhouderlijke manege (1773) bij het Pagehuis, naast de Kloosterkerk.
Na de abdicatie van Lodewijk Napoleon in 1810 vertrok de Franse ambassadeur, en in Huis Huguetan werd de nieuwe Belgische prefect gevestigd, baron Goswin de Stassart. Deze gaf toestemming aan het gemeentebestuur een stadspikeur te benoemen, Joseph Sielart. Toen de Franse bezetting afliep, vluchtte De Stassart naar Gouda en later terug naar Luik.
Op 10 december 1813 nam koning Willem I zijn intrek in Huis Huguetan. De stallen en manege werden weer volop gebruikt. Sielart werd in 1814 ontslagen, omdat hij zijn werk niet kan doen in de stallen van Huguetan, die nu gebruikt worden door de Oranjes. Hij bleef echter lesgeven, nu in de stadhouderlijke manege. In 1822 werd hij herbenoemd. De gemeente kocht het hele stuk land achter Huis Huguetan, tot aan de singel, waardoor het koetshuis, de stallen en de binnenmanege in gemeentehanden komen. Deze verkoop werd goedgekeurd, omdat de ingang van de nieuw te bouwen Oranjekazerne aan de Mauritskade haar ingang kreeg bij de manege. De koninklijke koetsen blijven als vanouds bij de manege geparkeerd.
De volgende stadspikeur werd Jean-Baptiste Loisset, die tot 1838 directeur was van de rijschool in Utrecht. Hij werd in 1857 gevolgd door Jhr O.R. de Rotte, pikeur van prins Frederik, die in 1862 al werd opgevolgd door Detleff Krüger, die ruim 40 jaar in dienst zou blijven. Zijn zoon Adolf Krüger zette de Stadsrijschool in 1903 voor eigen rekening voort. Hij kwam om het leven bij de scheepsramp van het SS Berlin in 1907, en werd als directeur opgevolgd door zijn broer George Krüger. In 1914 ging de leiding in andere handen over.

## Nieuwe stallen
Rond 1840 kocht de gemeente Den Haag een weiland waar de nieuwe Koninklijke Stallen konden worden gebouwd. Pas in 1876 werd echter met de bouw begonnen.

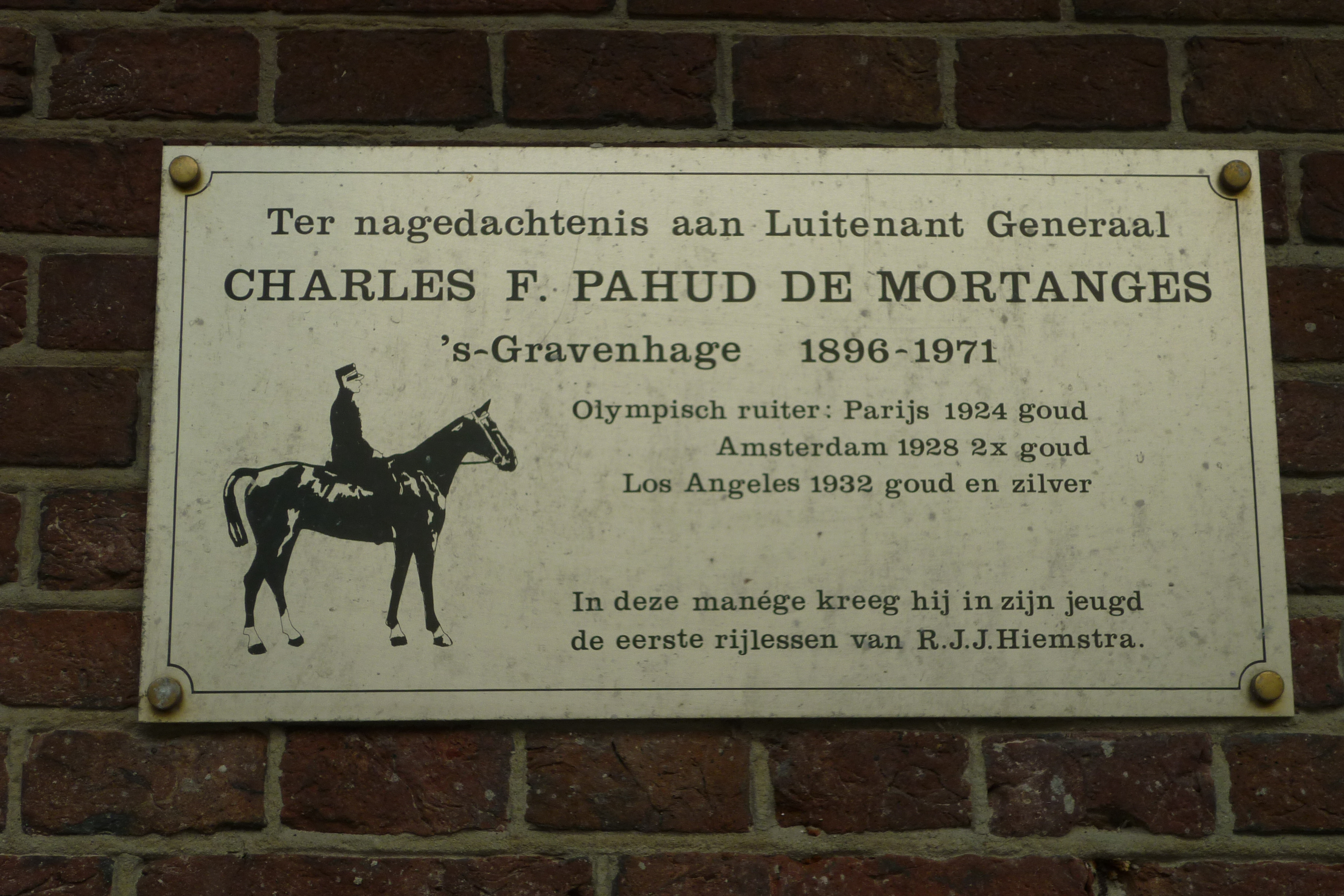
Plaque in de Haagsche Stadsrijschool

De oude Haagse manege bleef bestaan. In 1844 werd het platte dak van de manege vervangen door een kapconstructie.
In 1983 onthulde prins Bernhard een plaquette op de binnenplaats van de manege ter herinnering aan de olympisch ruiterkampioen Charles Pahud de Mortanges, die daar in 1912 met rijden begon. In 2009 en 2010 werd de restauratie van de panden ter hand genomen. De zaal is hersteld, de boxen zijn ruimer geworden en het pand waar de directeur boven een deel van de stallen woont, is hersteld.